# Major League Soccer 2009
MLS Seizoen 2009 is het 14e seizoen in de geschiedenis van deze competitie. Het seizoen begon op 19 maart 2009 en eindigde met de MLS Cup 2009 op 22 november 2009 in Seattle.
Ook dit seizoen wordt er een nieuw team toegevoegd aan de competitie. Seattle Sounders FC gaat spelen in de Western Conference.

## Uitslagentabel
| Legenda en Kleuren: Chicago Fire SC - CHI • CD Chivas USA - CHV • Colorado Rapids - COL • Columbus Crew - CLB • D.C. United - DC FC Dallas - DAL • Houston Dynamo - HOU • Kansas City Wizards - KC • Los Angeles Galaxy - LA • New England Revolution - NE New York Red Bulls - NY • Real Salt Lake - RSL • San Jose Earthquakes - SJ • Seattle Sounders FC - SEA • Toronto FC - TOR Verlies Gelijk Thuis | Legenda en Kleuren: Chicago Fire SC - CHI • CD Chivas USA - CHV • Colorado Rapids - COL • Columbus Crew - CLB • D.C. United - DC FC Dallas - DAL • Houston Dynamo - HOU • Kansas City Wizards - KC • Los Angeles Galaxy - LA • New England Revolution - NE New York Red Bulls - NY • Real Salt Lake - RSL • San Jose Earthquakes - SJ • Seattle Sounders FC - SEA • Toronto FC - TOR Verlies Gelijk Thuis | Legenda en Kleuren: Chicago Fire SC - CHI • CD Chivas USA - CHV • Colorado Rapids - COL • Columbus Crew - CLB • D.C. United - DC FC Dallas - DAL • Houston Dynamo - HOU • Kansas City Wizards - KC • Los Angeles Galaxy - LA • New England Revolution - NE New York Red Bulls - NY • Real Salt Lake - RSL • San Jose Earthquakes - SJ • Seattle Sounders FC - SEA • Toronto FC - TOR Verlies Gelijk Thuis | Legenda en Kleuren: Chicago Fire SC - CHI • CD Chivas USA - CHV • Colorado Rapids - COL • Columbus Crew - CLB • D.C. United - DC FC Dallas - DAL • Houston Dynamo - HOU • Kansas City Wizards - KC • Los Angeles Galaxy - LA • New England Revolution - NE New York Red Bulls - NY • Real Salt Lake - RSL • San Jose Earthquakes - SJ • Seattle Sounders FC - SEA • Toronto FC - TOR Verlies Gelijk Thuis | Legenda en Kleuren: Chicago Fire SC - CHI • CD Chivas USA - CHV • Colorado Rapids - COL • Columbus Crew - CLB • D.C. United - DC FC Dallas - DAL • Houston Dynamo - HOU • Kansas City Wizards - KC • Los Angeles Galaxy - LA • New England Revolution - NE New York Red Bulls - NY • Real Salt Lake - RSL • San Jose Earthquakes - SJ • Seattle Sounders FC - SEA • Toronto FC - TOR Verlies Gelijk Thuis | Legenda en Kleuren: Chicago Fire SC - CHI • CD Chivas USA - CHV • Colorado Rapids - COL • Columbus Crew - CLB • D.C. United - DC FC Dallas - DAL • Houston Dynamo - HOU • Kansas City Wizards - KC • Los Angeles Galaxy - LA • New England Revolution - NE New York Red Bulls - NY • Real Salt Lake - RSL • San Jose Earthquakes - SJ • Seattle Sounders FC - SEA • Toronto FC - TOR Verlies Gelijk Thuis | Legenda en Kleuren: Chicago Fire SC - CHI • CD Chivas USA - CHV • Colorado Rapids - COL • Columbus Crew - CLB • D.C. United - DC FC Dallas - DAL • Houston Dynamo - HOU • Kansas City Wizards - KC • Los Angeles Galaxy - LA • New England Revolution - NE New York Red Bulls - NY • Real Salt Lake - RSL • San Jose Earthquakes - SJ • Seattle Sounders FC - SEA • Toronto FC - TOR Verlies Gelijk Thuis | Legenda en Kleuren: Chicago Fire SC - CHI • CD Chivas USA - CHV • Colorado Rapids - COL • Columbus Crew - CLB • D.C. United - DC FC Dallas - DAL • Houston Dynamo - HOU • Kansas City Wizards - KC • Los Angeles Galaxy - LA • New England Revolution - NE New York Red Bulls - NY • Real Salt Lake - RSL • San Jose Earthquakes - SJ • Seattle Sounders FC - SEA • Toronto FC - TOR Verlies Gelijk Thuis | Legenda en Kleuren: Chicago Fire SC - CHI • CD Chivas USA - CHV • Colorado Rapids - COL • Columbus Crew - CLB • D.C. United - DC FC Dallas - DAL • Houston Dynamo - HOU • Kansas City Wizards - KC • Los Angeles Galaxy - LA • New England Revolution - NE New York Red Bulls - NY • Real Salt Lake - RSL • San Jose Earthquakes - SJ • Seattle Sounders FC - SEA • Toronto FC - TOR Verlies Gelijk Thuis | Legenda en Kleuren: Chicago Fire SC - CHI • CD Chivas USA - CHV • Colorado Rapids - COL • Columbus Crew - CLB • D.C. United - DC FC Dallas - DAL • Houston Dynamo - HOU • Kansas City Wizards - KC • Los Angeles Galaxy - LA • New England Revolution - NE New York Red Bulls - NY • Real Salt Lake - RSL • San Jose Earthquakes - SJ • Seattle Sounders FC - SEA • Toronto FC - TOR Verlies Gelijk Thuis | Legenda en Kleuren: Chicago Fire SC - CHI • CD Chivas USA - CHV • Colorado Rapids - COL • Columbus Crew - CLB • D.C. United - DC FC Dallas - DAL • Houston Dynamo - HOU • Kansas City Wizards - KC • Los Angeles Galaxy - LA • New England Revolution - NE New York Red Bulls - NY • Real Salt Lake - RSL • San Jose Earthquakes - SJ • Seattle Sounders FC - SEA • Toronto FC - TOR Verlies Gelijk Thuis | Legenda en Kleuren: Chicago Fire SC - CHI • CD Chivas USA - CHV • Colorado Rapids - COL • Columbus Crew - CLB • D.C. United - DC FC Dallas - DAL • Houston Dynamo - HOU • Kansas City Wizards - KC • Los Angeles Galaxy - LA • New England Revolution - NE New York Red Bulls - NY • Real Salt Lake - RSL • San Jose Earthquakes - SJ • Seattle Sounders FC - SEA • Toronto FC - TOR Verlies Gelijk Thuis | Legenda en Kleuren: Chicago Fire SC - CHI • CD Chivas USA - CHV • Colorado Rapids - COL • Columbus Crew - CLB • D.C. United - DC FC Dallas - DAL • Houston Dynamo - HOU • Kansas City Wizards - KC • Los Angeles Galaxy - LA • New England Revolution - NE New York Red Bulls - NY • Real Salt Lake - RSL • San Jose Earthquakes - SJ • Seattle Sounders FC - SEA • Toronto FC - TOR Verlies Gelijk Thuis | Legenda en Kleuren: Chicago Fire SC - CHI • CD Chivas USA - CHV • Colorado Rapids - COL • Columbus Crew - CLB • D.C. United - DC FC Dallas - DAL • Houston Dynamo - HOU • Kansas City Wizards - KC • Los Angeles Galaxy - LA • New England Revolution - NE New York Red Bulls - NY • Real Salt Lake - RSL • San Jose Earthquakes - SJ • Seattle Sounders FC - SEA • Toronto FC - TOR Verlies Gelijk Thuis | Legenda en Kleuren: Chicago Fire SC - CHI • CD Chivas USA - CHV • Colorado Rapids - COL • Columbus Crew - CLB • D.C. United - DC FC Dallas - DAL • Houston Dynamo - HOU • Kansas City Wizards - KC • Los Angeles Galaxy - LA • New England Revolution - NE New York Red Bulls - NY • Real Salt Lake - RSL • San Jose Earthquakes - SJ • Seattle Sounders FC - SEA • Toronto FC - TOR Verlies Gelijk Thuis | Legenda en Kleuren: Chicago Fire SC - CHI • CD Chivas USA - CHV • Colorado Rapids - COL • Columbus Crew - CLB • D.C. United - DC FC Dallas - DAL • Houston Dynamo - HOU • Kansas City Wizards - KC • Los Angeles Galaxy - LA • New England Revolution - NE New York Red Bulls - NY • Real Salt Lake - RSL • San Jose Earthquakes - SJ • Seattle Sounders FC - SEA • Toronto FC - TOR Verlies Gelijk Thuis | Legenda en Kleuren: Chicago Fire SC - CHI • CD Chivas USA - CHV • Colorado Rapids - COL • Columbus Crew - CLB • D.C. United - DC FC Dallas - DAL • Houston Dynamo - HOU • Kansas City Wizards - KC • Los Angeles Galaxy - LA • New England Revolution - NE New York Red Bulls - NY • Real Salt Lake - RSL • San Jose Earthquakes - SJ • Seattle Sounders FC - SEA • Toronto FC - TOR Verlies Gelijk Thuis | Legenda en Kleuren: Chicago Fire SC - CHI • CD Chivas USA - CHV • Colorado Rapids - COL • Columbus Crew - CLB • D.C. United - DC FC Dallas - DAL • Houston Dynamo - HOU • Kansas City Wizards - KC • Los Angeles Galaxy - LA • New England Revolution - NE New York Red Bulls - NY • Real Salt Lake - RSL • San Jose Earthquakes - SJ • Seattle Sounders FC - SEA • Toronto FC - TOR Verlies Gelijk Thuis | Legenda en Kleuren: Chicago Fire SC - CHI • CD Chivas USA - CHV • Colorado Rapids - COL • Columbus Crew - CLB • D.C. United - DC FC Dallas - DAL • Houston Dynamo - HOU • Kansas City Wizards - KC • Los Angeles Galaxy - LA • New England Revolution - NE New York Red Bulls - NY • Real Salt Lake - RSL • San Jose Earthquakes - SJ • Seattle Sounders FC - SEA • Toronto FC - TOR Verlies Gelijk Thuis | Legenda en Kleuren: Chicago Fire SC - CHI • CD Chivas USA - CHV • Colorado Rapids - COL • Columbus Crew - CLB • D.C. United - DC FC Dallas - DAL • Houston Dynamo - HOU • Kansas City Wizards - KC • Los Angeles Galaxy - LA • New England Revolution - NE New York Red Bulls - NY • Real Salt Lake - RSL • San Jose Earthquakes - SJ • Seattle Sounders FC - SEA • Toronto FC - TOR Verlies Gelijk Thuis | Legenda en Kleuren: Chicago Fire SC - CHI • CD Chivas USA - CHV • Colorado Rapids - COL • Columbus Crew - CLB • D.C. United - DC FC Dallas - DAL • Houston Dynamo - HOU • Kansas City Wizards - KC • Los Angeles Galaxy - LA • New England Revolution - NE New York Red Bulls - NY • Real Salt Lake - RSL • San Jose Earthquakes - SJ • Seattle Sounders FC - SEA • Toronto FC - TOR Verlies Gelijk Thuis | Legenda en Kleuren: Chicago Fire SC - CHI • CD Chivas USA - CHV • Colorado Rapids - COL • Columbus Crew - CLB • D.C. United - DC FC Dallas - DAL • Houston Dynamo - HOU • Kansas City Wizards - KC • Los Angeles Galaxy - LA • New England Revolution - NE New York Red Bulls - NY • Real Salt Lake - RSL • San Jose Earthquakes - SJ • Seattle Sounders FC - SEA • Toronto FC - TOR Verlies Gelijk Thuis | Legenda en Kleuren: Chicago Fire SC - CHI • CD Chivas USA - CHV • Colorado Rapids - COL • Columbus Crew - CLB • D.C. United - DC FC Dallas - DAL • Houston Dynamo - HOU • Kansas City Wizards - KC • Los Angeles Galaxy - LA • New England Revolution - NE New York Red Bulls - NY • Real Salt Lake - RSL • San Jose Earthquakes - SJ • Seattle Sounders FC - SEA • Toronto FC - TOR Verlies Gelijk Thuis | Legenda en Kleuren: Chicago Fire SC - CHI • CD Chivas USA - CHV • Colorado Rapids - COL • Columbus Crew - CLB • D.C. United - DC FC Dallas - DAL • Houston Dynamo - HOU • Kansas City Wizards - KC • Los Angeles Galaxy - LA • New England Revolution - NE New York Red Bulls - NY • Real Salt Lake - RSL • San Jose Earthquakes - SJ • Seattle Sounders FC - SEA • Toronto FC - TOR Verlies Gelijk Thuis | Legenda en Kleuren: Chicago Fire SC - CHI • CD Chivas USA - CHV • Colorado Rapids - COL • Columbus Crew - CLB • D.C. United - DC FC Dallas - DAL • Houston Dynamo - HOU • Kansas City Wizards - KC • Los Angeles Galaxy - LA • New England Revolution - NE New York Red Bulls - NY • Real Salt Lake - RSL • San Jose Earthquakes - SJ • Seattle Sounders FC - SEA • Toronto FC - TOR Verlies Gelijk Thuis | Legenda en Kleuren: Chicago Fire SC - CHI • CD Chivas USA - CHV • Colorado Rapids - COL • Columbus Crew - CLB • D.C. United - DC FC Dallas - DAL • Houston Dynamo - HOU • Kansas City Wizards - KC • Los Angeles Galaxy - LA • New England Revolution - NE New York Red Bulls - NY • Real Salt Lake - RSL • San Jose Earthquakes - SJ • Seattle Sounders FC - SEA • Toronto FC - TOR Verlies Gelijk Thuis | Legenda en Kleuren: Chicago Fire SC - CHI • CD Chivas USA - CHV • Colorado Rapids - COL • Columbus Crew - CLB • D.C. United - DC FC Dallas - DAL • Houston Dynamo - HOU • Kansas City Wizards - KC • Los Angeles Galaxy - LA • New England Revolution - NE New York Red Bulls - NY • Real Salt Lake - RSL • San Jose Earthquakes - SJ • Seattle Sounders FC - SEA • Toronto FC - TOR Verlies Gelijk Thuis | Legenda en Kleuren: Chicago Fire SC - CHI • CD Chivas USA - CHV • Colorado Rapids - COL • Columbus Crew - CLB • D.C. United - DC FC Dallas - DAL • Houston Dynamo - HOU • Kansas City Wizards - KC • Los Angeles Galaxy - LA • New England Revolution - NE New York Red Bulls - NY • Real Salt Lake - RSL • San Jose Earthquakes - SJ • Seattle Sounders FC - SEA • Toronto FC - TOR Verlies Gelijk Thuis | Legenda en Kleuren: Chicago Fire SC - CHI • CD Chivas USA - CHV • Colorado Rapids - COL • Columbus Crew - CLB • D.C. United - DC FC Dallas - DAL • Houston Dynamo - HOU • Kansas City Wizards - KC • Los Angeles Galaxy - LA • New England Revolution - NE New York Red Bulls - NY • Real Salt Lake - RSL • San Jose Earthquakes - SJ • Seattle Sounders FC - SEA • Toronto FC - TOR Verlies Gelijk Thuis | Legenda en Kleuren: Chicago Fire SC - CHI • CD Chivas USA - CHV • Colorado Rapids - COL • Columbus Crew - CLB • D.C. United - DC FC Dallas - DAL • Houston Dynamo - HOU • Kansas City Wizards - KC • Los Angeles Galaxy - LA • New England Revolution - NE New York Red Bulls - NY • Real Salt Lake - RSL • San Jose Earthquakes - SJ • Seattle Sounders FC - SEA • Toronto FC - TOR Verlies Gelijk Thuis | Legenda en Kleuren: Chicago Fire SC - CHI • CD Chivas USA - CHV • Colorado Rapids - COL • Columbus Crew - CLB • D.C. United - DC FC Dallas - DAL • Houston Dynamo - HOU • Kansas City Wizards - KC • Los Angeles Galaxy - LA • New England Revolution - NE New York Red Bulls - NY • Real Salt Lake - RSL • San Jose Earthquakes - SJ • Seattle Sounders FC - SEA • Toronto FC - TOR Verlies Gelijk Thuis |
| Club | Wedstrijd | Wedstrijd | Wedstrijd | Wedstrijd | Wedstrijd | Wedstrijd | Wedstrijd | Wedstrijd | Wedstrijd | Wedstrijd | Wedstrijd | Wedstrijd | Wedstrijd | Wedstrijd | Wedstrijd | Wedstrijd | Wedstrijd | Wedstrijd | Wedstrijd | Wedstrijd | Wedstrijd | Wedstrijd | Wedstrijd | Wedstrijd | Wedstrijd | Wedstrijd | Wedstrijd | Wedstrijd | Wedstrijd | Wedstrijd |
| Club | 1 | 2 | 3 | 4 | 5 | 6 | 7 | 8 | 9 | 10 | 11 | 12 | 13 | 14 | 15 | 16 | 17 | 18 | 19 | 20 | 21 | 22 | 23 | 24 | 25 | 26 | 27 | 28 | 29 | 30 |
| --- | --- | --- | --- | --- | --- | --- | --- | --- | --- | --- | --- | --- | --- | --- | --- | --- | --- | --- | --- | --- | --- | --- | --- | --- | --- | --- | --- | --- | --- | --- |
| Chicago Fire SC | DAL | DC | NY | SJ | KC | CLB | SEA | NE | TOR | NY | CHV | DAL | HOU | DC | COL | CLB | SJ | SEA | RSL | HOU | KC | LA | COL | DC | RSL | CLB | TOR | LA | NE | CHV |
| Chicago Fire SC | 3-1 | 1-1 | 0-1 | 3-3 | 2-2 | 2-2 | 1-1 | 1-1 | 2-0 | 1-0 | 3-2 | 3-0 | 1-0 | 1-2 | 2-1 | 0-0 | 0-2 | 0-0 | 0-1 | 2-3 | 2-0 | 2-0 | 2-3 | 1-0 | 1-1 | 2-2 | 2-2 | 0-1 | 0-0 | 0-1 |
| CD Chivas USA | COL | DAL | CLB | LA | SEA | TOR | DAL | SJ | RSL | DC | KC | CHI | SEA | HOU | CLB | LA | NE | COL | NY | TOR | RSL | LA | NE | SEA | NY | DC | KC | SJ | CHI | HOU |
| CD Chivas USA | 1-2 | 2-0 | 1-2 | 0-0 | 0-2 | 0-1 | 0-2 | 1-0 | 0-1 | 2-2 | 1-1 | 3-2 | 0-1 | 0-1 | 1-2 | 1-0 | 0-2 | 0-4 | 2-0 | 0-2 | 0-4 | 0-1 | 0-2 | 0-0 | 1-1 | 2-0 | 0-2 | 2-2 | 0-1 | 3-2 |
| Colorado Rapids | CHV | KC | LA | CLB | HOU | LA | RSL | NE | SEA | NY | RSL | DC | DAL | SEA | CHI | DAL | DC | NY | CLB | CHV | CHI | HOU | TOR | TOR | SJ | SJ | KC | NE | DAL | RSL |
| Colorado Rapids | 1-2 | 1-2 | 3-2 | 1-1 | 0-1 | 1-1 | 0-2 | 1-1 | 2-2 | 3-2 | 1-1 | 0-3 | 1-1 | 0-3 | 2-1 | 0-1 | 1-3 | 0-4 | 1-0 | 0-4 | 2-3 | 0-1 | 0-1 | 2-3 | 1-1 | 1-1 | 0-0 | 1-1 | 1-2 | 0-3 |
| Columbus Crew | HOU | TOR | RSL | CHV | COL | CHI | TOR | KC | LA | SJ | SEA | KC | CHV | DAL | NY | DC | CHI | RSL | TOR | COL | SJ | DAL | NY | HOU | CHI | LA | SEA | NE | DC | NE |
| Columbus Crew | 1-1 | 1-1 | 1-4 | 1-2 | 1-1 | 2-2 | 1-1 | 2-3 | 1-1 | 1-2 | 1-1 | 2-0 | 1-2 | 1-2 | 0-1 | 1-1 | 0-0 | 1-3 | 2-3 | 1-0 | 3-0 | 0-2 | 0-1 | 1-2 | 2-2 | 0-2 | 1-0 | 1-0 | 0-1 | 1-0 |
| D.C. United | LA | CHI | HOU | RSL | NE | NY | DAL | KC | TOR | CHV | RSL | NE | NY | CHI | SEA | COL | CLB | COL | SJ | HOU | TOR | LA | CHI | DAL | KC | SEA | SJ | CHV | CLB | KC |
| D.C. United | 2-2 | 1-1 | 0-1 | 1-2 | 1-1 | 3-2 | 1-2 | 1-1 | 3-3 | 2-2 | 0-0 | 1-2 | 2-0 | 1-2 | 3-3 | 0-3 | 1-1 | 1-3 | 2-2 | 3-4 | 0-2 | 0-0 | 1-0 | 2-2 | 0-1 | 2-1 | 2-1 | 2-0 | 0-1 | 2-2 |
| FC Dallas | CHI | CHV | NE | TOR | TOR | CHV | DC | HOU | SEA | LA | CHI | SJ | HOU | CLB | COL | NY | COL | RSL | KC | HOU | CLB | NY | DC | LA | KC | RSL | NE | SJ | COL | SEA |
| FC Dallas | 3-1 | 2-0 | 1-2 | 1-1 | 2-3 | 0-2 | 1-2 | 0-1 | 1-1 | 1-1 | 3-0 | 2-2 | 3-1 | 1-2 | 1-1 | 1-2 | 0-1 | 2-4 | 0-6 | 0-1 | 0-2 | 2-3 | 2-2 | 6-3 | 2-3 | 0-3 | 0-1 | 2-1 | 1-2 | 1-2 |
| Houston Dynamo | CLB | SJ | DC | NY | COL | NE | DAL | NY | SJ | TOR | CHI | CHV | DAL | RSL | LA | KC | SEA | TOR | NE | DC | DAL | CHI | RSL | SEA | COL | CLB | RSL | KC | LA | CHV |
| Houston Dynamo | 1-1 | 2-3 | 0-1 | 0-0 | 0-1 | 2-0 | 0-1 | 1-1 | 1-3 | 0-3 | 1-0 | 0-1 | 3-1 | 1-1 | 0-1 | 1-0 | 1-2 | 1-1 | 1-0 | 3-4 | 1-0 | 2-3 | 0-0 | 1-1 | 0-1 | 1-2 | 2-3 | 1-1 | 0-0 | 3-2 |
| Kansas City Wizards | TOR | COL | SJ | SEA | CHI | NY | TOR | DC | CLB | RSL | CHV | LA | CLB | NE | HOU | NE | LA | DAL | CHI | SJ | RSL | NE | DC | NY | DAL | COL | HOU | CHV | SEA | DC |
| Kansas City Wizards | 3-2 | 1-2 | 0-2 | 1-0 | 2-2 | 0-1 | 0-1 | 1-1 | 2-3 | 2-0 | 1-1 | 1-1 | 2-0 | 1-3 | 1-0 | 0-0 | 1-1 | 0-6 | 2-0 | 0-1 | 1-0 | 4-2 | 0-1 | 1-0 | 2-3 | 0-0 | 1-1 | 0-2 | 3-2 | 2-2 |
| Los Angeles Galaxy | DC | COL | CHV | SJ | COL | NY | RSL | SEA | CLB | DAL | KC | TOR | RSL | SJ | HOU | NE | CHV | NY | KC | NE | SEA | CHI | DC | CHV | DAL | TOR | CLB | CHI | HOU | SJ |
| Los Angeles Galaxy | 2-2 | 3-2 | 0-0 | 1-1 | 1-1 | 0-1 | 2-2 | 1-1 | 1-1 | 1-1 | 1-1 | 2-1 | 2-0 | 1-2 | 0-1 | 0-1 | 1-0 | 3-1 | 1-1 | 2-1 | 0-2 | 2-0 | 0-0 | 0-1 | 6-3 | 0-2 | 0-2 | 0-1 | 0-0 | 0-2 |
| New England Revolution | SJ | NY | DAL | DC | RSL | HOU | CHI | COL | TOR | DC | NY | KC | LA | KC | CHV | HOU | TOR | LA | SEA | RSL | SJ | KC | CHV | NY | SEA | DAL | COL | CLB | CHI | CLB |
| New England Revolution | 1-0 | 1-1 | 1-2 | 1-1 | 0-6 | 2-0 | 1-1 | 1-1 | 1-3 | 1-2 | 0-4 | 1-3 | 0-1 | 0-0 | 0-2 | 1-0 | 1-1 | 2-1 | 1-0 | 1-3 | 1-2 | 4-2 | 0-2 | 1-1 | 1-2 | 0-1 | 1-1 | 1-0 | 0-0 | 1-0 |
| New York Red Bulls | SEA | NE | CHI | HOU | RSL | KC | DC | LA | SJ | HOU | CHI | COL | DC | NE | TOR | SEA | TOR | CLB | DAL | LA | COL | CHV | DAL | CLB | KC | NE | CHV | SJ | RSL | TOR |
| New York Red Bulls | 0-3 | 1-1 | 0-1 | 0-0 | 0-2 | 0-1 | 3-2 | 0-1 | 1-4 | 1-1 | 1-0 | 3-2 | 0-2 | 0-4 | 1-3 | 1-1 | 0-2 | 0-1 | 1-2 | 3-1 | 0-4 | 2-0 | 2-3 | 0-1 | 1-0 | 1-1 | 1-1 | 0-1 | 0-2 | 0-5 |
| Real Salt Lake | SEA | CLB | DC | NY | NE | COL | LA | CHV | KC | DC | SJ | COL | LA | HOU | TOR | SJ | CLB | DAL | CHI | SEA | HOU | NE | CHV | KC | CHI | HOU | DAL | NY | TOR | COL |
| Real Salt Lake | 0-2 | 1-4 | 1-2 | 0-2 | 0-6 | 0-2 | 2-2 | 0-1 | 2-0 | 0-0 | 1-2 | 1-1 | 2-0 | 1-1 | 0-3 | 1-1 | 1-3 | 2-4 | 0-1 | 0-1 | 0-0 | 1-3 | 0-4 | 1-0 | 1-1 | 2-3 | 0-3 | 0-2 | 0-1 | 0-3 |
| San Jose Earthquakes | NE | HOU | KC | CHI | LA | SEA | CHV | NY | HOU | CLB | RSL | DAL | SEA | LA | RSL | TOR | CHI | DC | SEA | CLB | KC | NE | COL | COL | DC | NY | DAL | TOR | CHV | LA |
| San Jose Earthquakes | 1-0 | 2-3 | 0-2 | 3-3 | 1-1 | 0-2 | 1-0 | 1-4 | 1-3 | 1-2 | 1-2 | 2-2 | 1-2 | 1-2 | 1-1 | 3-1 | 0-2 | 2-2 | 0-4 | 3-0 | 0-1 | 1-2 | 1-1 | 1-1 | 2-1 | 0-1 | 2-1 | 1-1 | 2-2 | 0-2 |
| Seattle Sounders FC | NY | RSL | TOR | KC | CHV | SJ | CHI | LA | DAL | COL | CLB | CHV | SJ | DC | NY | COL | HOU | CHI | SJ | RSL | LA | NE | HOU | TOR | DC | CHV | NE | CLB | KC | DAL |
| Seattle Sounders FC | 0-3 | 0-2 | 2-0 | 1-0 | 0-2 | 0-2 | 1-1 | 1-1 | 1-1 | 2-2 | 1-1 | 0-1 | 1-2 | 3-3 | 1-1 | 0-3 | 1-2 | 0-0 | 0-4 | 0-1 | 2-0 | 1-0 | 1-1 | 0-0 | 2-1 | 0-0 | 1-2 | 1-0 | 3-2 | 1-2 |
| Toronto FC | KC | CLB | SEA | DAL | DAL | CHV | KC | CLB | DC | CHI | NE | HOU | LA | NY | NY | RSL | SJ | HOU | CLB | NE | DC | CHV | SEA | COL | COL | LA | CHI | SJ | RSL | NY |
| Toronto FC | 3-2 | 1-1 | 2-0 | 1-1 | 2-3 | 0-1 | 0-1 | 1-1 | 3-3 | 2-0 | 1-3 | 0-3 | 2-1 | 1-2 | 0-2 | 0-3 | 3-1 | 1-1 | 2-3 | 1-1 | 0-2 | 0-2 | 0-0 | 0-1 | 2-3 | 0-2 | 2-2 | 1-1 | 0-1 | 0-5 |

## Eindstanden

### Eindstanden Conference
| Team               | Team                   | Pnt | G  | W  | G  | V  | DS | DT | DS  |
| ------------------ | ---------------------- | --- | -- | -- | -- | -- | -- | -- | --- |
| Eastern Conference |                        |     |    |    |    |    |    |    |     |
| 1                  | Columbus Crew          | 49  | 30 | 13 | 7  | 10 | 41 | 31 | +10 |
| 2                  | Chicago Fire SC        | 45  | 30 | 11 | 7  | 12 | 39 | 34 | +5  |
| 3                  | New England Revolution | 42  | 30 | 11 | 10 | 9  | 33 | 37 | −4  |
| 4                  | D.C. United            | 40  | 30 | 9  | 8  | 13 | 43 | 44 | −1  |
| 5                  | Toronto FC1            | 39  | 30 | 10 | 11 | 9  | 37 | 46 | −9  |
| 6                  | Kansas City Wizards    | 33  | 30 | 8  | 14 | 9  | 33 | 42 | −9  |
| 7                  | New York Red Bulls     | 21  | 30 | 5  | 19 | 6  | 27 | 47 | −20 |
| Western Conference |                        |     |    |    |    |    |    |    |     |
| 1                  | Los Angeles Galaxy     | 48  | 30 | 12 | 6  | 12 | 36 | 31 | +5  |
| 2                  | Houston Dynamo         | 48  | 30 | 13 | 8  | 9  | 39 | 29 | +10 |
| 3                  | Seattle Sounders FC    | 47  | 30 | 12 | 7  | 11 | 38 | 29 | +9  |
| 4                  | CD Chivas USA          | 45  | 30 | 13 | 11 | 6  | 34 | 31 | +3  |
| 5                  | Real Salt Lake         | 40  | 30 | 11 | 12 | 7  | 43 | 35 | +7  |
| 6                  | Colorado Rapids        | 40  | 30 | 10 | 10 | 10 | 42 | 38 | +4  |
| 7                  | FC Dallas              | 39  | 30 | 11 | 13 | 6  | 50 | 46 | +4  |
| 8                  | San Jose Earthquakes   | 30  | 30 | 7  | 14 | 9  | 36 | 50 | −14 |

|  |                                  |
|  | MLS Cup Playoffs 2009            |
|  | MLS Cup Playoffs 2009 (Wildcard) |
|  | MLS Cup Playoffs 2009            |
|  | MLS Cup Playoffs 2009 (Wildcard) |

Stand 28 oktober 2009,tabel: https://web.archive.org/web/20081226075042/http://web.mlsnet.com/standings/

#### Gezamenlijke stand
| Team | Team                    | Pnt | G  | W  | G  | V  | DV | DT | DS  |
| ---- | ----------------------- | --- | -- | -- | -- | -- | -- | -- | --- |
| 1    | Columbus Crew (E1)      | 49  | 30 | 13 | 7  | 10 | 41 | 31 | +10 |
| 2    | Los Angeles Galaxy (W1) | 48  | 30 | 12 | 6  | 12 | 36 | 31 | +5  |
| 3    | Houston Dynamo (W2)     | 48  | 30 | 13 | 8  | 9  | 39 | 29 | +10 |
| 4    | Seattle Sounders FC     | 47  | 30 | 12 | 7  | 11 | 38 | 29 | +9  |
| 5    | Chicago Fire SC (E2)    | 45  | 30 | 11 | 7  | 12 | 39 | 34 | +5  |
| 6    | CD Chivas USA           | 45  | 30 | 13 | 11 | 6  | 34 | 31 | +3  |
| 7    | New England Revolution  | 42  | 30 | 11 | 10 | 9  | 33 | 37 | −4  |
| 8    | Real Salt Lake          | 40  | 30 | 11 | 12 | 7  | 43 | 35 | +8  |
| 9    | Colorado Rapids         | 40  | 30 | 10 | 10 | 10 | 42 | 38 | +4  |
| 10   | D.C. United             | 40  | 30 | 9  | 8  | 13 | 43 | 44 | −1  |
| 11   | FC Dallas               | 39  | 30 | 11 | 13 | 6  | 50 | 46 | +4  |
| 12   | Toronto FC1             | 39  | 30 | 10 | 11 | 9  | 37 | 46 | −9  |
| 13   | Kansas City Wizards     | 33  | 30 | 8  | 13 | 9  | 33 | 42 | −9  |
| 14   | San Jose Earthquakes    | 30  | 30 | 7  | 14 | 9  | 36 | 50 | −14 |
| 15   | New York Red Bulls      | 21  | 30 | 5  | 19 | 6  | 27 | 47 | −20 |

|  | |
|  | MLS Supporters' Shield, MLS Cup Playoffs 2009, U.S. Open Cup 2010, CONCACAF Champions League 2010/2011 |
|  | MLS Cup Playoffs 2009, U.S. Open Cup 2010                                                              |
|  | MLS Cup Playoffs 2009                                                                                  |

## MLS Cup Play-offs
|  | Halve finale Conference | Halve finale Conference | Halve finale Conference | Halve finale Conference |                        |    | Finale Conference  | Finale Conference | Finale Conference |  |    | MLS Cup 2009   | MLS Cup 2009 | MLS Cup 2009 |
|  |                         |                         |                         |                         |                        |    |                    |                   |                   |  |    |                |              |              |
|  | E1                      | Columbus Crew           | 0                       | 2                       |                        |    |                    |                   |                   |  |    |                |              |              |
|  | W5                      | Real Salt Lake          | 1                       | 3                       |                        |    |                    |                   |                   |  |    |                |              |              |
|  | W5                      | Real Salt Lake          | 1                       | 3                       |                        | W5 | Real Salt Lake     | 0(5)              |                   |  |    |                |              |              |
|  | Eastern Conference      |                         |                         |                         |                        | W5 | Real Salt Lake     | 0(5)              |                   |  |    |                |              |              |
|  |                         | E2                      | Chicago Fire SC         | 0(4)                    |                        |    |                    |                   |                   |  |    |                |              |              |
|  | E3                      | E2                      | Chicago Fire SC         | 0(4)                    | New England Revolution | 2  | 0                  |                   |                   |  |    |                |              |              |
|  | E3                      |                         |                         |                         | New England Revolution | 2  | 0                  |                   |                   |  |    |                |              |              |
|  | E2                      | Chicago Fire SC         | 1                       | 2                       |                        |    |                    |                   |                   |  |    |                |              |              |
|  | E2                      | Chicago Fire SC         | 1                       | 2                       |                        |    |                    |                   |                   |  | W5 | Real Salt Lake | 1(5)         |              |
|  |                         |                         |                         |                         |                        |    |                    |                   |                   |  | W5 | Real Salt Lake | 1(5)         |              |
|  |                         | W1                      | Los Angeles Galaxy      | 1(4)                    |                        |    |                    |                   |                   |  |    |                |              |              |
|  | W1                      | W1                      | Los Angeles Galaxy      | 1(4)                    | Los Angeles Galaxy     | 2  | 1                  |                   |                   |  |    |                |              |              |
|  | W1                      |                         |                         |                         | Los Angeles Galaxy     | 2  | 1                  |                   |                   |  |    |                |              |              |
|  | W4                      | CD Chivas USA           | 2                       | 0                       |                        |    |                    |                   |                   |  |    |                |              |              |
|  | W4                      | CD Chivas USA           | 2                       | 0                       |                        | W1 | Los Angeles Galaxy | 2                 |                   |  |    |                |              |              |
|  | Western Conference      |                         |                         |                         |                        | W1 | Los Angeles Galaxy | 2                 |                   |  |    |                |              |              |
|  |                         | W2                      | Houston Dynamo          | 0                       |                        |    |                    |                   |                   |  |    |                |              |              |
|  | W3                      | W2                      | Houston Dynamo          | 0                       | Seattle Sounders FC    | 0  | 0                  |                   |                   |  |    |                |              |              |
|  | W3                      |                         |                         |                         | Seattle Sounders FC    | 0  | 0                  |                   |                   |  |    |                |              |              |
|  | W2                      | Houston Dynamo          | 0                       | 1                       |                        |    |                    |                   |                   |  |    |                |              |              |

### Halve finales Conference

#### Eastern Conference
|                           |               |        |                           |                                                                                 |
| 31 oktober 2009 16:30 MDT | Columbus Crew | 0 – 1  | Real Salt Lake            | Rio Tinto Stadium, Sandy, Utah Toeschouwers: 11.499 Scheidsrechter: Mark Geiger |
| 31 oktober 2009 16:30 MDT | Carroll 19'   | Report | Beckerman 38' Findley 88' | Rio Tinto Stadium, Sandy, Utah Toeschouwers: 11.499 Scheidsrechter: Mark Geiger |

|                           |                                               |        |                           |                                                                                            |
| 5 november 2009 20:00 EST | Real Salt Lake                                | 3 – 2  | Columbus Crew             | Columbus Crew Stadium, Columbus, Ohio Toeschouwers: 10.109 Scheidsrechter: Silviu Petrescu |
| 5 november 2009 20:00 EST | Morales 37' Findley 45+2' (pen.) Williams 77' | Report | Barros Schelotto 17', 35' | Columbus Crew Stadium, Columbus, Ohio Toeschouwers: 10.109 Scheidsrechter: Silviu Petrescu |

Real Salt Lake wint met 4-2 over twee wedstrijden
|                           |                         |        |                                  |                                                                                                  |
| 1 november 2009 14:00 EST | Chicago Fire            | 1 – 2  | New England Revolution           | Gillette Stadium, Foxborough, Massachusetts Toeschouwers: 7.416 Scheidsrechter: Baldomero Toledo |
| 1 november 2009 14:00 EST | Rolfe 17' Husidic 90+3' | Report | Alston 41' Osei 45+1' Joseph 75' | Gillette Stadium, Foxborough, Massachusetts Toeschouwers: 7.416 Scheidsrechter: Baldomero Toledo |

|                           |                                             |        |                            |                                                                                  |
| 7 november 2009 19:30 CST | New England Revolution                      | 0 – 2  | Chicago Fire               | Toyota Park, Bridgeview, Illinois Toeschouwers: 21.528 Scheidsrechter: Alex Prus |
| 7 november 2009 19:30 CST | Mansally 17' Jankauskas 36' Larentowicz 85' | Report | Thorrington 35' Blanco 83' | Toyota Park, Bridgeview, Illinois Toeschouwers: 21.528 Scheidsrechter: Alex Prus |

Chicago Fire wint met 3-2 over twee wedstrijden

#### Western Conference
|                           |                                    |        |                                    |                                                                            |
| 1 november 2009 20:00 PST | Los Angeles Galaxy                 | 2 – 2  | Chivas USA                         | Home Depot Center, Carson Toeschouwers: 25.218 Scheidsrechter: Kevin Stott |
| 1 november 2009 20:00 PST | Magee 14' Birchall 27' Donovan 41' | Report | Santos 4' Galindo 50' Saragosa 81' | Home Depot Center, Carson Toeschouwers: 25.218 Scheidsrechter: Kevin Stott |

|                          |                                                              |        |                                 |                                                                                |
| 8 november 2009 16:30PST | Chivas USA                                                   | 0 – 1  | Los Angeles Galaxy              | Home Depot Center, Carson Toeschouwers: 27.000 Scheidsrechter: Ricardo Salazar |
| 8 november 2009 16:30PST | Talley 39' Thornton 72' Nagamura 79' Cuesta 79' Kljestan 90' | Report | Franklin 60' Donovan 73' (pen.) | Home Depot Center, Carson Toeschouwers: 27.000 Scheidsrechter: Ricardo Salazar |

Los Angeles Galaxy wint met 3-2 over twee wedstrijden
|                           |                                   |        |                                  |                                                                                       |
| 29 oktober 2009 19:00 PDT | Houston Dynamo                    | 0 – 0  | Seattle Sounders FC              | Qwest Field, Seattle, Washington Toeschouwers: 35.807 Scheidsrechter: Ricardo Salazar |
| 29 oktober 2009 19:00 PDT | Onstad 16' Mullan 71' Chabala 75' | Report | Montero 16' Alonso 64' Evans 68' | Qwest Field, Seattle, Washington Toeschouwers: 35.807 Scheidsrechter: Ricardo Salazar |

|                           |                                       |                       |                                   |                                                                                       |
| 8 november 2009 15:00 CST | Seattle Sounders FC                   | 0 – 1 (na verlenging) | Houston Dynamo                    | Robertson Stadium, Houston, Texas Toeschouwers: 27.465 Scheidsrechter: Jorge Gonzalez |
| 8 november 2009 15:00 CST | Marshall 24' Riley 120 Ljungberg 120' | Verslag               | Chabala 44' Cameron 93' Ching 96' | Robertson Stadium, Houston, Texas Toeschouwers: 27.465 Scheidsrechter: Jorge Gonzalez |

Houston Dynamo wint met 1-0 over twee wedstrijden

### Finale Conference

#### Eastern Conference
|                             |                                                    |                       |                                           |                                                                                        |
| 14 november 2009 7:00PM CST | Real Salt Lake                                     | 0 – 0 (na verlenging) | Chicago Fire                              | Toyota Park, Bridgeview, Illinois Toeschouwers: 21,723 Scheidsrechter: Ricardo Salazar |
| 14 november 2009 7:00PM CST | Morales 39' Wingert 75' Beckerman 99' Johnson 110' | Report                | Thorrington 92' Prideaux 101' Blanco 116' | Toyota Park, Bridgeview, Illinois Toeschouwers: 21,723 Scheidsrechter: Ricardo Salazar |

|                                                             |       | strafschoppen                                         |  |
| Mathis Morales Findley Beckerman Johnson Espíndola Grabavoy | 5 – 4 | Blanco McBride Conde Thorrington Brown Pause Prideaux |  |

#### Western Conference
|                            |                                     |                     |                                                              |                                                                                         |
| 13 november 2009 20:00 PST | Houston Dynamo                      | 0-2 (na verlenging) | Los Angeles Galaxy                                           | Home Depot Center, Carson, Californië Toeschouwers: 25.373 Scheidsrechter: Terry Vaughn |
| 13 november 2009 20:00 PST | Mullan 26' Boswell 111' Landín 119' | Verslag             | Kovalenko 77' Donovan 89' Berhalter 103' Donovan 109' (pen.) | Home Depot Center, Carson, Californië Toeschouwers: 25.373 Scheidsrechter: Terry Vaughn |

### MLS Cup
|                            |                        |                       |                         |                                                                       |
| 22 november 2009 17:30 PST | Los Angeles Galaxy     | 1 – 1 (na verlenging) | Real Salt Lake          | Qwest Field, Seattle Toeschouwers: 46.011 Scheidsrechter: Kevin Stott |
| 22 november 2009 17:30 PST | Birchall 39' Magee 41' | Report                | Johnson 14' Findley 64' | Qwest Field, Seattle Toeschouwers: 46.011 Scheidsrechter: Kevin Stott |

|                                                       |       | strafschoppen                                              |  |
| Beckham Berhalter Kirovski Donovan Magee Klein Buddle | 4 – 5 | Mathis Findley Beckerman Grabavoy Williams Wingert Russell |  |

## Statistieken

### Meeste speelminuten
Reguliere competitie (exclusief play-offs)
| Naam           | Club                   | Duels | Min.  | Werd in het veld gebracht | Werd van het veld gehaald |
| -------------- | ---------------------- | ----- | ----- | ------------------------- | ------------------------- |
| Jon Busch      | Chicago Club SC        | 30    | 2.700 | 0                         | 0                         |
| Darrius Barnes | New England Revolution | 30    | 2.700 | 0                         | 0                         |
| Pat Onstad     | Houston Dynamo         | 30    | 2.700 | 0                         | 0                         |
| Kevin Hartman  | Kansas City Wizards    | 30    | 2.700 | 0                         | 0                         |

### Nederlanders
Bijgaand een overzicht van de Nederlandse voetballers die in het seizoen 2009 uitkwamen in de Major League Soccer.
| Naam               | Club           | Debuut     | Duels | Goals |
| ------------------ | -------------- | ---------- | ----- | ----- |
| Dave van den Bergh | FC Dallas      | 22.07.2006 | 30    | 3     |
| Rachid El Khalifi  | Real Salt Lake | 09.08.2009 | 4     | 0     |

## Internationale bekers
Zie voor de Amerikaanse deelnemers deze artikelen:
- Noord-Amerikaanse Superliga 2009
- CONCACAF Champions League 2009-10